# السكتة الدماغية في الفترة المحيطة بالولادة
السكتة الدماغية في الفترة المحيطة بالولادة هي مرض يسبب إصابة المولود بسكتة دماغية في المدة الممتدة من اليوم 140 من فترة الحبل إلى اليوم 28 من فترة النفاس، إذ تصيب 1 من كل 2300 ولادة حية. يمكن تقسيم هذا المرض إلى ثلاث مجموعات فرعية متمثلة في كل من السكتة الإقفارية الشريانية الوليدية، والسكتة الإقفارية الجيبية الوريدية الوليدية وسكتة الفترة المحيطة بالولادة المستمرة. تساهم العديد من عوامل الخطر في حدوث السكتة الدماغية في الفترة المحيطة بالولادة بما في ذلك الإصابة الرضية أثناء الولادة، وانفصال المشيمة المبكر، والإنتانات وصحة الأم. غالبًا ما يتأخر كشف سكتة الفترة المحيطة بالولادة وتشخيصها نتيجة بدئها في مرحلة ما قبل الولادة أو عدم كفاية العلامات والأعراض الوليدية. قد تغيب الأعراض لدى الطفل المصاب في المراحل المبكرة من الحياة وقد يطور مع تقدمه في العمر بعض الأعراض الشائعة للسكتة الدماغية في الفترة المحيطة بالولادة مثل النوبات، وضعف التنسيق والتأخر في الكلام. يطلب الأطباء إجراء العديد من الفحوصات التشخيصية مثل التصوير بالرنين المغناطيسي، وتخطيط كهربية الدماغ وتحليل الدم عند الشك بتطوير المريض لعلامات السكتة الدماغية في الفترة المحيطة بالولادة. يرتبط إنذار هذا المرض بشدة الأعراض وتطورها. يمكن علاج هذا المرض من خلال أدوية مضادات التخثر ومضادات الاختلاج، والتداخلات الجراحية وتدبير الحرارة الموجه، بالاعتماد على حالة كل مريض.

## أنواع السكتة الدماغية في الفترة المحيطة بالولادة

### السكتة الإقفارية الشريانية الوليدية
تحدث السكتة الإقفارية الشريانية الوريدية عند انسداد الأوعية الدموية الدماغية بشكل جزئي أو كلي. تؤثر هذه الحالة عادة على الشريان الدماغي الأوسط. تصيب هذه المجموعة الفرعية من السكتة الدماغية في الفترة المحيطة بالولادة ما يتراوح بين 5 و43 طفل لكل 100,000 ولادة حية. أظهرت دراسة تعرض حديثة متعددة الجنسيات وصول نسبة الوفيات الناجمة عن السكتة الدماغية أو حالات العجز التالية لها إلى 65% من المرضى المصابين بالسكتة الإقفارية الشريانية الوليدية. تلعب عوامل الخطر مثل إصابة الأم بالحمى، والسكري الحملي ووجود تاريخ من الإجهاضات التلقائية السابقة دورًا في زيادة احتمالية حدوث السكتة الإقفارية الشريانية الوليدية. مع ذلك، ما تزال أسباب المرض الدقيقة للسكتة الإقفارية الشريانية الوليدية غير واضحة حتى يومنا هذا. 

### السكتة الإقفارية الجيبية الوريدية الوليدية
السكتة الإقفارية الجيبية الوريدية الوليدية هي مرض ناجم عن الخثار في الجهاز الوريدي المخي. يؤدي الخثار في هذه المنطقة إلى إعاقة التدفق الدموي الخارج من الجهاز الوريدي، ما يسبب ارتفاعًا في الضغط الوريدي المركزي. يؤدي هذا بدوره إلى ارتفاع الضغط داخل القحف، أو نقص تروية الدماغ أو نزيف منتشر واسع النطاق، ما قد ينتهي بتطور عجز عصبي دائم أو بالوفاة. يتراوح معدل وقوع هذه المرض بين 2.6 و2.69 من كل 100,000 طفل سنويًا. مع ذلك، من النادر حدوث الوفاة بسبب السكتة الإقفارية الجيبية الوريدية الوليدية.

### سكتة الفترة المحيطة بالولادة المستمرة
سكتة الفترة المحيطة بالولادة المستمرة هي حالة عدم القدرة على تشخيص السكتة الدماغية إلا بعد انتهاء الفترة الوليدية وعدم وجود أي اعتبار هام للفحص العصبي خلال أول 28 يوم بعد الولادة. لم يختبر معظم حديثي الولادة الذين أمكن تشخيصهم لاحقًا بسكتة الفترة المحيطة بالولادة المستمرة أي أعراض خلال الفترة الوليدية. يتراوح زمن حدوث هذه السكتة بين اليوم 140 من فترة الحمل واليوم 28 بعد النفاس بين حديثي الولادة المصابين بسكتة الفترة المحيطة بالولادة المستمرة. يعاني هؤلاء الأطفال عادة من السكتات الدماغية الشريانية أو احتشاءات المادة البيضاء الوريدية التي تتباين في آلياتها الكامنة، وعوامل الخطر ونتائجها.